# Italia's Next Top Model
Italia's Next Top Model (còn được gọi tắt là INTM) là chương trình truyền hình thực tế do Natasha Stefanenko tổ chức và dựa trên America's Next Top Model của Tyra Banks. Nó được phát sóng trên SKY Uno, một kênh của truyền hình Ý SKY Italia. Mùa đầu tiên ra mắt vào tháng 12 năm 2007 và sớm trở nên phổ biến trong số khán giả.

## Tóm tắt chương trình
Chương trình được ghi hình chủ yếu ở Milan, một trong những thủ đô thời trang quan trọng nhất và là nơi các cô gái ở lại trong suốt cuộc thi.
Mỗi mùa của Italia's Next Top Model có 14-15 thí sinh tham vọng và phát sóng trong 12-13 tập. Mỗi tập, một thí sinh bị loại trừ tập cuối cùng thì có hai lần loại trừ diễn ra và đôi khi cũng có loại trừ kép. Các diện mạo mới được thực hiện cho các cô gái vào đầu mùa, thường là sau lần loại đầu tiên. Các buổi chụp ảnh ở các điểm đến bên ngoài Milan cũng được dự kiến, thường là trong nửa cuối của cuộc thi. Mỗi tập phim bao gồm các sự kiện khoảng một tuần trong thời gian thực và có một phần thưởng thử thách, một thử thách loại trừ (chụp ảnh, catwalk, quảng cáo), sau đó là phần đánh giá các màn trình diễn của các cô gái, dẫn đến việc loại một thí sinh.
Một tập phim thường cho thấy các thí sinh được đào tạo trong một khu vực đồng thời với công việc của một người mẫu. Ví dụ, thí sinh có thể được huấn luyện trong việc catwalk, áp dụng trang điểm cho phù hợp với các dịp khác nhau, nâng cao kiến thức về thời trang, kinh doanh thời trang, phát triển một phong cách cá nhân. Một thử thách liên quan ngay sau đó để cho thấy những gì các cô gái đã học, ví dụ như một chương trình trình diễn thời trang giả, và một giám khảo chọn một người chiến thắng. Cô nhận được một số giải thưởng, chẳng hạn như quần áo, thời gian rảnh rỗi ở Milan, hoặc có cơ hội gọi điện về nhà kể từ khi thí sinh không thể giữ liên lạc với gia đình hoặc bạn bè của họ trong khi chương trình đang thu băng.
Trong ba mùa đầu tiên, 1 tập cũng được phát sóng để cho thấy cuộc sống của các cô gái trong nhà của họ và giáo huấn cho họ: thường là bài học về catwalk và tạo dáng, cuộc trò chuyện với một huấn luyện thật sự, các bài học với dinh dưỡng và thể dục thể chất

### Sự khác biệt giữa ANTM
Cả hai đều có cùng cấu trúc với những thử thách, đánh giá và loại bỏ.
Tuy nhiên, Italia Next Top Model đã phát triển các tính năng của riêng mình: trước hết, không phải mỗi tập phim đều có một bức ảnh chụp từ khi thử thách loại bỏ có thể bao gồm một thử thách catwalk, nơi mà các cô gái được yêu cầu sử dụng nhiều loại trang phục khác nhau.
Một sự khác biệt nữa là việc quản lý hai lần diện mạo mới cho các cô gái vào lúc bắt đầu của cuộc thi và  vào một nửa khi nhóm đã được giảm xuống còn bảy thí sinh.
Ngoài ra, trong 3 mùa đầu tiên, INTM đã được cấu trúc trong cả hai tập hàng tuần với các tập loại bỏ của một cô gái và các tập hàng ngày được phát sóng để cho thấy những thí sinh tham vọng học gì trong trường người mẫu.
Sự khác biệt chính so với định dạng gốc của Mỹ đã được đưa ra trong mùa 3. Buổi đánh giá được thực hiện trước khán giả và các giám khảo sẽ bỏ phiếu bầu cho cô gái trong hai người cuối bảng họ muốn loại khỏi cuộc thi, sau khi hai cô gái tệ nhất của mỗi tuần sẽ phải thực hiện một cuộc thách catwalk để giúp các giám khảo quyết định.
Những thay đổi này đã không được công chúng đón nhận và ngay lập tức cảm thấy thất vọng khi xem một chương trình không phản ánh định dạng của Mỹ nữa, do đó bị mất hồi hộp và kiên trì. Hình thức mới cũng bị chỉ trích khi giới thiệu các giám khảo khách mời không liên quan đến thế giới thời trang mà là những người nổi tiếng trên truyền hình với kiến thức rất ít về người mẫu và kỹ năng đánh giá kém khiến chương trình mất uy tín trong mắt người xem. Người xem cũng chỉ trích việc sản xuất tập trung quá nhiều vào các vụ đụng độ trong các tập hàng ngày và cố gắng gây ra căng thẳng giữa các cô gái trong phòng xử án bằng cách cho họ xem các video về việc mình đang nói chuyện phía sau lưng của người khác. Quá trình loại bỏ mới làm cho các tập phim trở nên ít giải trí hơn, cũng như xóa bỏ những phần thưởng thử thách hàng tuần sau đó được thể hiện trong các tập hàng ngày, với các nhiệm vụ và giải thưởng chất lượng thấp hơn. Những lời chỉ trích nặng nề cũng ảnh hưởng đến việc sản xuất chung của chương trình và các buổi chụp ảnh của nó, thường được cho là kém hơn phiên bản gốc trong việc lập kế hoạch, thực hiện và kết quả và lặp đi lặp lại trong các chủ đề luôn tập trung vào các cảnh quay gợi cảm.
Trong mùa 4, chương trình quay trở về định dạng ban đầu mà không có khán giả loại bỏ và không có cuộc bỏ phiếu từ các giám khảo. Các tập hàng ngày cũng bị loại bỏ để ủng hộ các tập hàng tuần phát triển hơn.

## Các mùa
| Mùa | Phát sóng           | Quán quân         | Á quân          | Các thí sinh theo thứ tự bị loại | Tổng số thí sinh | Điểm đến quốc tế    |
| --- | ------------------- | ----------------- | --------------- | --- | ---------------- | ------------------- |
| 1   | 4 tháng 12 năm 2007 | Gilda Sansone     | Elga Blasetti   | Annalisa Bianconi, Agnese Mantovani, Sara Martini, Francesca Limiti, Elena Cisonni, Alessandra Bettoja, Manuela Mazzoni, Fiorella Amadei, Francesca Benedetto, Laura Ferraro, Tiziana Piergianni, Lorena Stra                                            | 14               | Ibiza               |
| 2   | 23 tháng 9 năm 2008 | Michela Maggioni  | Elena Ripamonti | Claudia Boi, Mary Balducci, Noemi De Falco, Claudia Cuomo, Diletta Venturoli, Claudia Manzella, Giulia Galizia, Amy Doukoure, Giada Folcia, Giorgia De Nunno, Martina Cioffi, Beatrice Coos                                                              | 14               | Không có            |
| 3   | 2 tháng 10 năm 2009 | Anastasia Silveri | Anisia Tripa    | Athina Covassi, Jade Albany Pietrantonio (bỏ cuộc), Veronica Testa, Eleonora Meneghini, Carlotta Castagneris, Elisa Provaso, Karis Decò, Diletta Neri, Gilda Testa, Giorgia Albarello, Marianna Di Martino, Caroline Cecere, Sabrina Cereseto            | 15               | Barcelona Marseille |
| 4   | 7 tháng 1 năm 2011  | Alice Taticchi    | Ginevra Ficari  | Elizabeth Reale (dừng cuộc thi), Lorenza Celentano, Giulia Danieli, Beatrice Pancaldi, Rossella Gambi, Veronica Fracastoro, Adriana Mazzarini, Valeria Colosio, Benedetta Piscitelli, Rossella Bersani, Bruna N'Diaye, Ilaria Tiburzi, Francesca Regorda | 15               | Almería             |